# ATP do Rio de Janeiro de 2014
ATP do Rio de Janeiro de 2014 (ou Rio Open de 2014) foi um torneio masculino de tênis disputado em quadras de saibro e que faz parte da série ATP World Tour 500, sediado no Jockey Club Brasileiro, no Rio de Janeiro.

## Masculino

### Cabeças de Chave
| País | Jogador           | Ranking1 | Posição |
| ---- | ----------------- | -------- | ------- |
| ESP  | Rafael Nadal      | 1        | 1       |
| ESP  | David Ferrer      | 5        | 2       |
| ITA  | Fabio Fognini     | 14       | 3       |
| ESP  | Tommy Robredo     | 17       | 4       |
| ESP  | Nicolás Almagro   | 18       | 5       |
| ESP  | Marcel Granollers | 34       | 6       |
| ARG  | Juan Mónaco       | 42       | 7       |
| ESP  | Pablo Andújar     | 43       | 8       |

- 1 Ranking de 10 de Fevereiro de 2014.

## Duplas

### Cabeças de Chave
| País | Jogagor           | País | Jogagor        | Ranking1 | Posição |
| ---- | ----------------- | ---- | -------------- | -------- | ------- |
| AUT  | Alexander Peya    | BRA  | Bruno Soares   | 6        | 1       |
| ESP  | David Marrero     | BRA  | Marcelo Melo   | 13       | 2       |
| ESP  | Marcel Granollers | ESP  | Marc López     | 49       | 3       |
| PHI  | Treat Huey        | GBR  | Dominic Inglot | 49       | 4       |

- 1 Ranking de 10 de Fevereiro de 2014.

## Campeões

### Simples
- Rafael Nadal venceu  Alexandr Dolgopolov, 2–6, 6–3, 7–610

### Duplas
- Juan Sebastián Cabal /  Robert Farah venceram  David Marrero /  Marcelo Melo, 6–4, 6–2